# Graneberg, Uppsala kommun
För stadsdelen i Uppsala, se Sunnersta
Graneberg är en bebyggelse i Läby socken i Uppsala kommun, Uppland. Vid SCB:s ortsavgränsning 2020 avgränsades här en småort.